# HD 169830 b
HD 169830 b é um planeta extrassolar cuja massa é três vezes superior à de Júpiter. Devido à sua grande massa, é muito provável que este planeta seja classificado como um gigante gasoso, assim como Júpiter e Saturno no sistema solar. A uma distância de aproximadamente 0.8 UA de sua estrela-mãe, sua órbita é ligeiramente mais larga que a de Vênus no sistema solar, completando sua revolução a cada 262 dias.